# Taigei (SS-513)
El JS Taigei (SS-513) es el primer submarino de ataque de la clase Taigei de la Fuerza Marítima de Autodefensa de Japón. El submarino se ordenó a Mitsubishi Heavy Industries en 2017 y se colocó el 16 de marzo de 2018 en Kobe, Japón. El Taigei se botó el 14 de octubre de 2020 y se puso en servicio el 9 de marzo de 2022.

## Construcción
El Taigei se colocó en Mitsubishi Heavy Industries Kobe Shipyard el 16 de marzo de 2018 como el submarino de 3000 toneladas del plan 2017 No. 8128 basado en el plan de desarrollo de capacidad de defensa a mediano plazo (26 defensa a mediano plazo), y en 2020. Fue nombrado Taigei en la ceremonia de botadura celebrada en la fábrica el 14 de octubre. 

## Historial operativo
Fue entregado a la Fuerza de Autodefensa Marítima el 9 de marzo de 2022 y desplegado en la Base Naval de Yokosuka. Coste de construcción estimado en 720 millones de dólares.
En junio de 2023, el submarino participó en ejercicios con un buque visitante de la Armada francesa, la fragata Lorraine.